# El maniquí
El maniquí és una obra teatral de Mercè Rodoreda que es va editar a Barcelona, l'any 1993, dintre del recull El torrent de les flors. La primera part de l'obra es va llegir públicament per la primera vegada l'any 1979 a la seu de la Societat General d'Autors de Barcelona, per la iniciativa d'Araceli Bruch. La segona part es va escriure posteriorment. Es va estrenar ja ambdues parts, al Teatre Nacional de Catalunya l'any 1999. És un drama poètic en dos actes.

## Descripció
Al principi, l'obra incloïa només el primer acte, el qual Rodoreda va enviar a Araceli Bruch. La directora va comentar la dificultat que per a la seva companyia –composta sobretot de dones– suposaria l'escenificació d'una obra que té només personatges masculins, la qual cosa probablement va motivar Rodoreda a escriure el segon acte.
L'únic mecanoscrit que es conserva porta dos títols: El maniquí escrit en màquina i ratllat, i Maniquí 1, Maniquí 2 escrit a mà. Montserrat Casals en l'edició d'El torrent de les flors va utilitzar el segon títol, Maniquí 1, Maniquí 2. És també el títol que utilitzen Francesc Massip i Montserrat Palau en la seva monografia sobre el teatre de Rodoreda. No obstant això, moltes vegades s'ha utilitzat el títol El maniquí, tant en altres edicions de l'obra, com en les seves representacions, per exemple, a la seva estrena al Teatre Nacional de Catalunya l'any 1999.
El maniquí, es considera l'obra más experimental de Rodoreda, propera al teatre de l'absurd, sobretot pels diàlegs il·lògics i moltes vegades inversemblants o múltiples jocs de paraules. Es van subratllar els seus vincles amb obres de Joan Brossa i Samuel Beckett, però sobretot amb Eugen Ionescu, ja que porta un gran semblant a la seva peça Escena per a quatre personatges. A més, es va senyalar la influència en aquesta obra de Luigi Pirandello.

## L'argument
L'obra transcorre durant l'hivern. Presenta uns personatges marginats, els somnis i fantasies dels quals es desperten a partir del motiu central, que és el maniquí.
El primer acte se situa en una barraca. Tres ancians, que viuen d'almoines i furts, entren a la barraca amb un maniquí vestit de ballarina. Arran d'aquest impuls, comencen a explicar les seves vides i expressen el seu amor cap al maniquí. Quan es comencen a barallar per ell, entra Geperut, un altre captaire, i aprofita el moment de la seva distracció per portar-se al maniquí. En adonar-se de la seva pèrdua, els ancians tornen a sentir plenament la misèria de la seva pobresa i vellesa.
El segon acte transcorre en un camp al costat del mar. Tres ancianes pobres ordenen roba usada, parlant del seu passat, les seves fantasies i desil·lusions. En algun moment entra Geperut, portant el maniquí del primer acte. El maniquí fascina a les tres dones, provoca que de nou se senten joves i belles. Al final, les dones lleven la roba del maniquí per posar-se-la, alhora destrossant el maniquí.

## L'escenificació
L'obra El maniquí va ser representada per la primera vegada per l'Aula de Teatre de la Universitat Rovira i Virgili en una sessió única a la sala d'actes de l'ONCE de Tarragona el 25 de juny de 1998, en la posada d'escena sota la responsabilitat de Muntsa Alcañiz. Aquest muntatge va impulsar la introducció de l'obra de Rodoreda a la programació del Teatre Nacional de Catalunya de la temporada 1998-1999. L'estrena en el Teatre Nacional de Catalunya, sota la direcció de Pere Planella, va tenir lloc el 4 de febrer de 1999. L'acolliment de l'obra per la crítica va ser molt variat, tant en la valoració del text de Rodoreda com de la posada en escena. Mentre alguns van quedar encantats per l'obra de Rodoreda en la qual van veure l'afirmació del seu talent teatral, uns altres, al contrari, consideraven que l'obra es va estrenar només pel renom de l'autora, ja que li faltava la qualitat dramàtica. L'obra no va atreure un gran públic, la qual cosa els investigadors veuen com el resultat no tant de les crítiques negatives sinó del caràcter de l'obra en si, que és una obra experimental que seria més adequada per a representacions en un espai més reduït.